# Cal Salvia
Cal Salvia és una obra noucentista de Torregrossa (Pla d'Urgell) inclosa a l'Inventari del Patrimoni Arquitectònic de Catalunya.

## Descripció
Casa de dos pisos amb terrassa. La porta d'entrada ha estat modificada. El més interessant és la proporcionalitat del conjunt.

## Història
Aquest casal està ubicat en la zona de l'eixample de la població. D'ençà finals de segle xix i durant part del XX, com a conseqüència directa de la construcció del canal d'Urgell, la població de Torregrossa experimentà un notable creixement demogràfic. En aquesta zona es troben altres casals (Casa de la Vila, Campmajó, Cal Ampurdanès, el casal) que tenen similituds formals i estructurals que responen a una mateixa època. Tret de les modificacions practicades en temps recents, principalment obertures en la façana lateral, la construcció de l'edifici respon a línies austeres i clàssiques pròpies del Noucentisme.
Acabat arrebossat.